# Krajnie (Krym)
Krajnie (ukr. Крайнє, ros. Крайнее, Krajnieje) – wieś na Ukrainie, w Autonomicznej Republice Krymu (de iure stanowiącej integralną część państwa ukraińskiego, w 2014 anektowanej przez Rosję i odtąd funkcjonującej jako Republika Krymu), w rejonie sackim. W 2021 liczyła 818 mieszkańców.